# Aleksandr Kostoglod
Aleksandr Kostoglod (n. 31 mai 1974, Rostov-pe-Don, RSFS Rusă, URSS) este un canoist ce a reprezentat Rusia, medaliat olimpic. A participat la 4 ediții ale Jocurilor Olimpice (1992, 2000, 2004, 2008) în care a câștigat o medalie de argint.